# Martialis

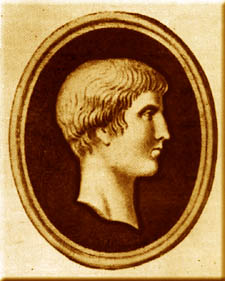
Martialis.

Marcus Valerius Martialis, född 1 mars mellan 38 och 41 e.Kr. i Augusta Bilbilis i nuvarande Aragonien i Spanien, död mellan 102 och 104 e.Kr., var en romersk poet. Martialis var mästare på epigram.

## Biografi
Han föddes i Spanien och blev tidigt föräldralös. Han flyttade så småningom till Rom, där han levde ett bohemiskt liv. Han skrev hyllningsdikter till kejsarna och överklassen, speciellt under Domitianus. 
Han fick god insyn i de etablerades liv både i Rom och ute i sommarvillorna vid kusten. Denna insikt färgade i hög grad hans satirer. Utsatta för dessa är bland annat läkare, sprättar och behagfulla flickor.
Martialis har influerat den spanske renässansdiktaren Baltasar del Alcázar.

## Svenska översättningar
- Epigram i urval (tolkade av Håkan Strömberg, Gleerup, 1954)
- Epigram i urval (tolkade och kommenterade av John W. Köhler, Åström, 1997)
- Insikter och smädelser: första samlingen, böckerna I-VI: epigram (översättning Per Erik Wahlund, Symposion, 1999)
- Insikter och smädelser: andra samlingen, böckerna vii-xii: epigram (översättning Per Erik Wahlund, Symposion, 2002)